# Brycinus derhami
Brycinus derhami és una espècie de peix de la família dels alèstids i de l'ordre dels caraciformes.

## Morfologia
- Els mascles poden assolir 8,2 cm de longitud total.[1][2]

## Hàbitat
És un peix d'aigua dolça i de clima tropical.

## Distribució geogràfica
Es troba a Àfrica: sud-oest de la Costa d'Ivori.

## Estat de conservació
Es troba localment amenaçada per la contaminació de l'aigua. A més, la desforestació i l'expansió agrícola també hi són amenaces potencials.